# Judge Judy
Judge Judy è un programma televisivo statunitense giuridico in onda dal 1996. Al centro dello show vi è la severa Judith Sheindlin, che giudica i casi presentati in studio.
Il programma ha esordito il 16 settembre 1996, e da allora è stato uno dei più seguiti dalla televisione USA. Il 2 marzo 2015 la CBS e Judge Sheindlin hanno firmato un contratto che prolunga lo show per ulteriori quattro anni, fino alla stagione 2020–21 inclusa.